# Benjamin du Plan
Benjamin Ribot, seigneur du Caila et du Plan (13 mars 1688 — juillet 1763) est un organisateur des Églises réformées de France au XVIIIe siècle. Il est nommé député des Églises en 1725. Il est notamment chargé de récolter des fonds pour les protestants du Désert et pour le Séminaire de Lausanne.

## Biographie
Benjamin du Plan naît dans une famille protestante au château de la Favède, au nord-ouest d'Alès. De formation militaire, il devient officier sous le nom de Du Caila, mais abandonne cette profession en 1710 pour promouvoir la foi protestante.
En 1715, il fait la connaissance d'Antoine Court ; ils se lient d'amitié et travaillent ensemble, s'affrontant parfois au sujet des « Inspirés », que Du Plan admire. Au synode de Nîmes en 1725, il est nommé député des Églises réformées de France. Il passa quatre ans à Genève et un à Lausanne, où il aida Court à fonder le séminaire en 1729. Il voyage ensuite à travers l'Europe protestante, plaidant la cause des huguenots et organisant un soutien financier aux exilés. Ses efforts furent souvent inefficaces et il fut blessé par les critiques qu'il reçut à ce sujet.
En 1738, il s'installe en Angleterre, où il continue d'aider les réfugiés français. Son intégrité est remise en question et il est attaqué pour son soutien aux Inspirés. Il tombe dans la misère en 1744, ne se rétablit qu'en 1749 et obtient une certaine réhabilitation en 1751. Il épouse une huguenote française, devenue britannique par son premier mariage, Mme Elizabeth Denman (née de Voutron) en 1751 et le couple a deux enfants, André (1755, mort sans descendance en 1781) et Mary Françoise (1753) qui épousa John Lloyd en 1793.
Benjamin du Plan meurt à Kentish Town, à Londres en juillet 1763.